# Beiersdorf
Beiersdorf AG — німецька компанія, лідер на ринку засобів по догляду за шкірою. Штаб-квартира компанії розташована в Гамбурзі.

## Історія
Компанія була заснована в 1882 році Карлом Паулем Байерсдорфом, який створив лейкопластир і отримав патент на його виробництво. У 1890 році компанія була придбаною фармацевтом доктором Оскаром Тропловіц. Завдяки його дослідницькому розуму і мисленню, що були орієнтовані на споживача, почалася історія компанії.

## Сучасність
По всьому світу працює 150 філій компанії Beiersdorf, що налічують понад 21 тисячу співробітників.

## Бренди
Торгові марки, що належать компанії Beiersdorf AG:
- NIVEA
- 8x4[8]
- atrix
- Elastoplast[9]
- Eucerin[10], makers of Aquaphor
- Florena[11]
- Hansaplast[12]
- Labello[13]
- la prairie[14]
- tesa[15]